# Björnlunda
Björnlunda – miejscowość (tätort) w Szwecji, w regionie administracyjnym (län) Södermanland (gmina Gnesta).
W 2017 Björnlunda liczyła 845 mieszkańców.

## Położenie
Miejscowość jest położona w prowincji historycznej (landskap) Södermanland, ok. 10 km na zachód od Gnesty w kierunku Flenu przy drodze Riksväg 57. Przez Björnlundę przebiega otwarta w 1862 linia kolejowa Västra stambanan.

## Demografia
Liczba ludności tätortu Björnlunda (T0724) w latach 1960–2015: